# Calliostoma tupinamba
Calliostoma tupinamba is een slakkensoort uit de familie van de Calliostomatidae. De wetenschappelijke naam van de soort is voor het eerst geldig gepubliceerd in 2012 door Dornellas.